# Tsurudo Kako
Tsurudo Kako (jap. 賀古 鶴所 Kako Tsurudo; ur. 1855 w Hamamatsu, zm. 1 stycznia 1931 w Tokio) – japoński lekarz. 
W 1881 roku ukończył studia medyczne na Tokijskim Uniwersytecie Cesarskim. Następnie specjalizował się w otorynolaryngologii w Europie, w Berlinie i w Paryżu. Po powrocie do Japonii otworzył w Tokio Poliklinikę Otolaryngologii Czerwonego Krzyża. 
Był również poetą, tworzył tradycyjne poezje tanka.